# Olivier Morel (réalisateur)
Pour les articles homonymes, voir Olivier Morel (homonymie) et Morel.
Olivier Morel est un universitaire, écrivain, scénariste de bande dessinée et réalisateur franco-américain. Né en France, ayant acquis la citoyenneté américaine, il enseigne les études de cinéma à l'université de Notre-Dame-du-Lac à South Bend (Indiana).

## Réalisation
Après plusieurs films réalisés en collaboration, son premier long métrage documentaire, L'Âme en Sang (ARTE Grand Format, 2011, Étoile de la Scam 2012) obtient de nombreuses distinctions internationales. Il donne la parole à de jeunes soldats de l'armée américaine qui racontent les exactions commises au cours de la Guerre en Irak à travers le prisme des traumatismes psychologiques sévères qui en ont résulté,. L'Âme en sang obtient notamment Deuxième Prix du Festival international du film de Bagdad (Irak) en 2013. Son troisième film, est un long métrage qui explore les mouvements poétiques de l'écriture d'Hélène Cixous, ainsi que son travail créatif avec aux côtés d'Ariane Mnouchkine, de Jean-Jacques Lemêtre et de toute la troupe du Théâtre du Soleil.

## Filmographie
- L'Âme en sang (On the Bridge, Amerikas Verletzte Seelen), 97 minutes, Zadig Productions, ARTE Grand Format, 2011[3].
- L’Allemagne de Christoph Hein, Vladimir Kaminer, Emine Sevgi Özdamar et Bernhard Schlink (L’Europe des écrivains), 55 minutes, Seconde Vague Productions, ARTE, 2013[4].
- Ever, Rêve, Hélène Cixous, 118 minutes, France, USA, Zadig Productions, 2018[5].

## Webdocumentaire
- Profils 14-18, TV5 Monde, en collaboration avec Didier Pazery et Claude Vittiglio.

## Ouvrages
- Visages de la Grande Guerre, éditions Calmann-Lévy, Paris, 1998.
- Berlin Légendes ou la Mémoire des Décombres, éditions des Presses Universitaires de Vincennes, Paris, 2014.
- Revenants (bande dessinée), scénario d'Olivier Morel, dessins de Maël, préface de Marc Crépon, Futuropolis[6],[7],[8]
  - (de) Die Rückkehrer (traduction all), Carlsen, 2014[9]
  - (en) Walking Wounded (traduction ang), NBM Publishing, New York, 2015[10].
- (en) The "German Illusion" Germany and Jewish-German Motifs in Hélène Cixous's Late Work, Bloomsbury Academic Publishing, New York City, 2024.

## Expositions
- Visages de la Grande Guerre, Hôtel des Invalides, Le Mois de la Photo à Paris, novembre 1998 (avec Didier Pazery, photographe).
- Entre l'écoute et la parole, Mairie de Paris, 25 janvier-12 mars 2005, témoignages filmés de survivants de la Shoah, installation sous la direction d'Esther Shalev-Gerz, MK2 (production Martine Saada), Mémorial de la Shoah (Paris), Mairie de Paris. L'exposition a également été partiellement montrée au Jeu de Paume, Paris, 2010 ; au MCBA, Lausanne, 2012 ; à la Belkin Art Gallery, UBC, Vancouver, 2013 ; à La Galerie de l’UQAM, Montréal, en 2014 et chez Wasserman Projects, Detroit, 2016[11].
- Visages de la Grande Guerre, Ossuaire de Douaumont, inaugurée le 11 novembre 2008, exposition permanente (avec Didier Pazery, photographe).
- Vestiges et Visages de la Grande Guerre, Gare de l'Est, Paris, 23 juin-30 novembre 2014 (avec Didier Pazery, photographe)[12].
- Putain de Guerre, Musée des Beaux Arts de Charleroi (Belgique) 4 octobre-13 décembre 2014 (participation aux côtés de Bryan Adams, Nina Berman, Pep Bonet, Léo Copers, Alixandra Fazzina, Massoud Hossaini, Eman Mohamed, Werner Réitérer, Jacques Tardi, Francesco Zizola...)[13],[14].
- Profils 14-18, Musée de la Grande Guerre et TV5 Monde, Meaux, France, 2 juin - 2 décembre, 2018 (avec Didier Pazery, photographe).